# Idioma tuvaluano
El idioma tuvaluano  (autoglotónimo: Nganana Tuvalu) es una lengua polinesia del grupo elliceano hablado principalmente en Tuvalu, donde es idioma oficial. Está distantemente relacionado con otras lenguas polinesias como el hawaiano, maorí, el tahitiano, el samoano y el tongano; y más relacionado con idiomas hablados en el norte y centro de Melanesia y parte de Polinesia. Existen 13 051 hablantes de tuvaluano a nivel mundial, de los cuales 10 670 viven en Tuvalu.
No tiene regulación oficial y es tan solo oficial en Tuvalu. Su código según ISO 639-2 e ISO 639-3 es tvl.

## Sonidos
El idioma se basa en 5 vocales (i, e, a, o, u) y depende del dialecto, 10 u 11 consonantes (p, t, k, m, n, g, f, v, s, h, l). Todos estos sonidos pueden ser largos o cortos, creándose contrastes.

## Dialectos
Cada isla o atolón tiene su propio dialecto. Existen dos grupos que los agrupan:
- Los dialectos del norte se hablan en las islas de Nanumea, Nanumaga y Niutao.
- Los dialectos del sur se hablan en las islas de Funafuti, Vaitupu, Nukufetau, Nukulaelae y Niulakita.

Todos los dialectos son inteligibles para los tuvalu-parlantes. El idioma oficial del país toma como referencia los dialectos de Funafuti-Vaitupu.